# Tangara xanthocephala
A Tangara xanthocephala  a madarak osztályának verébalakúak (Passeriformes) rendjébe és a tangarafélék (Thraupidae) családjába tartozó  faj.

## Rendszerezése
A fajt Johann Jakob von Tschudi svájci ornitológus írta le 1844-ben, a Callospiza nembe Callospiza xanthocephala  néven.

## Alfajai
- Tangara xanthocephala lamprotis (P. L. Sclater, 1851)
- Tangara xanthocephala venusta (P. L. Sclater, 1855)
- Tangara xanthocephala xanthocephala (Tschudi, 1844)[2]

## Előfordulása
Dél-Amerikában, az Andok hegységben, Bolívia, Kolumbia, Ecuador, Peru és Venezuela területén honos. 
Természetes élőhelyei a szubtrópusi és trópusi síkvidéki és hegyi esőerdők, valamint ültetvények. Állandó, nem vonuló faj.

## Megjelenése
Testhossza 13 centiméter.

## Életmódja
Gyümölcsökkel és ízeltlábúakkal táplálkozik.

## Természetvédelmi helyzete
Az elterjedési területe rendkívül nagy, egyedszáma viszont csökken, de még nem éri el a kritikus szintet. A Természetvédelmi Világszövetség Vörös listáján nem fenyegetett fajként szerepel.